# Great Rigg
Great Rigg är en bergstopp i Storbritannien.   Den ligger i grevskapet Cumbria och riksdelen England, i den centrala delen av landet, 400 km nordväst om huvudstaden London. Toppen på Great Rigg är 766 meter över havet.
Terrängen runt Great Rigg är huvudsakligen kuperad.Runt Great Rigg är det ganska tätbefolkat, med 60 invånare per kvadratkilometer. Närmaste större samhälle är Ambleside, 6,3 km söder om Great Rigg. Trakten runt Great Rigg består i huvudsak av gräsmarker.